# IC 1441
IC 1441 је спирална галаксија у сазвјежђу Гуштер која се налази на листи објеката дубоког неба у Индекс каталогу.
Деклинација објекта је + 37° 18' 3" а ректасцензија 22h 15m 19,1s. Привидна величина (магнитуда) објекта IC 1441 износи 14,6 а фотографска магнитуда 15,5. IC 1441 је још познат и под ознакама MCG 6-48-23, CGCG 513-21, CGCG 514-1, PGC 68413.